# Эскивель, Лаура
Ла́ура Эскиве́ль Вальде́с (исп. Laura Esquivel Valdés; род. 30 сентября 1950, Мехико) — мексиканская писательница, близкая к направлению магического реализма.

## Биография
Лаура Эскивель была третьим ребёнком из четырёх в семье телеграфиста Хулио Сесара Эскивеля (исп. Julio César Esquivel) и Хосефы Вальдес (исп. Josefa Valdés).
Некоторое время Лаура преподавала в школе. Свою писательскую карьеру Эскивель начала в 70—80-e годы с пьес и сценариев. Первым мужем Лауры стал мексиканский режиссёр Альфонсо Арау (исп. Alfonso Aráu), совместно с которым Эскивель работала над экранизацией своего романа.
Проживает в Мехико.

## Творчество
Известность Лауре Эскивель принёс роман «Шоколад на крутом кипятке», написанный в 1989 году и впервые опубликованный в 1990 году. В 1992 году роман был экранизирован (исп. Como agua para chocolate, в российском прокате — «Как вода для шоколада», «Опалённые страстью»), причём сценарий к фильму написала сама Лаура Эскивель, а срежиссировал — её бывший муж Альфонсо Арау. Фильм был удостоен нескольких кинопремий (премия «Ариэль» от Мексиканской киноакадемии, номинации на «Золотой глобус» и английскую премию BAFTA).
В 1994 году «Шоколад на крутом кипятке» был удостоен престижной литературной награды — приза Американской Ассоциации книготорговцев. Роман был переведён на тридцать пять языков, издан в 98 странах мира и суммарный тираж его превысил десять миллионов экземпляров.

## Политическая карьера
С 2008 по 2011 год Лаура Эскивель занимала должность генерального директора по культуре муниципального образования Койоакан, Мехико.
В 2015 году писательница была избрана федеральным депутатом от правящей левой партии Движение национального возрождения (Морена). Лаура Эскивель представляет партию в комитетах по науке и технике, культуре и кинематографии, а также окружающей среде и природных ресурсах.